# 裂葉月見草
裂葉月見草（學名：Oenothera laciniata）是多年生草本植物，屬於柳葉菜科，月見草屬，葉為互生，呈齒裂狀，花呈黃色，通常在傍晚以後才會開花。主要生長於海邊或河邊沙地。
其种加词“laciniata”来源于拉丁文“lacinia”，意为“棱角”、“裂叶的”。